# 0-0-1-3
0-0-1-3 é um programa de prevenção do alcoolismo desenvolvido em 2004, na Base Aérea Francis E. Warren, em 2004, com base em pesquisa do Instituto de Abuso do Álcool e Alcoolismo dos Estados Unidos sobre consumo excessivo de álcool em estudantes universitários.